# Luxemburg az 1956. évi nyári olimpiai játékokon
Luxemburg az ausztráliai Melbourne-ben és a svédországi Stockholmban megrendezett 1956. évi nyári olimpiai játékok egyik részt vevő nemzete volt. Az országot az olimpián 5 sportágban 11 sportoló képviselte, akik érmet nem szereztek.

## Atlétika
Férfi
| Versenyző      | Versenyszám | Előfutam | Előfutam | Negyeddöntő | Negyeddöntő | Elődöntő | Elődöntő | Döntő   | Döntő    |
| Versenyző      | Versenyszám | Idő      | Hely.    | Idő         | Hely.       | Idő      | Hely.    | Idő     | Helyezés |
| -------------- | ----------- | -------- | -------- | ----------- | ----------- | -------- | -------- | ------- | -------- |
| Fred Hammer    | 200 m       | 22,7     | 4.       | kiesett     | kiesett     | kiesett  | kiesett  | kiesett | kiesett  |
| Gérard Rasquin | 400 m       | 50,6     | 4.       | kiesett     | kiesett     | kiesett  | kiesett  | kiesett | kiesett  |
| Gérard Rasquin | 800 m       | 1:52,7   | 4.       |             | kiesett     | kiesett  | kiesett  | kiesett |          |
| Josy Barthel   | 1500 m      | 3:50,6   | 10.      |             |             |          |          | kiesett | kiesett  |

| Versenyző   | Versenyszám | Selejtező | Selejtező | Döntő    | Döntő    |
| Versenyző   | Versenyszám | Eredmény  | Helyezés  | Eredmény | Helyezés |
| ----------- | ----------- | --------- | --------- | -------- | -------- |
| Fred Hammer | Távolugrás  | 674 cm    | 26.       | kiesett  | kiesett  |

## Kerékpározás

### Országúti kerékpározás
| Versenyző     | Versenyszám   | Idő           | Helyezés      |
| ------------- | ------------- | ------------- | ------------- |
| Gaston Dumont | Mezőnyverseny | nem ért célba | nem ért célba |

## Torna
Férfi
| Versenyző    | Versenyszám      | Döntő    | Döntő    |
| Versenyző    | Versenyszám      | Pontszám | Helyezés |
| ------------ | ---------------- | -------- | -------- |
| Josy Stoffel | Talaj            | 18,20    | =29.     |
| Josy Stoffel | Ugrás            | 18,40    | =23.     |
| Josy Stoffel | Korlát           | 17,80    | 46.      |
| Josy Stoffel | Nyújtó           | 18,45    | =29.     |
| Josy Stoffel | Gyűrű            | 17,40    | 37.      |
| Josy Stoffel | Lólengés         | 18,75    | =12.     |
| Josy Stoffel | Egyéni összetett | 109,00   | 30.      |

Női
| Versenyző     | Versenyszám      | Döntő    | Döntő    |
| Versenyző     | Versenyszám      | Pontszám | Helyezés |
| ------------- | ---------------- | -------- | -------- |
| Annette Krier | Talaj            | 17,866   | =39.     |
| Annette Krier | Ugrás            | 15,833   | 60.      |
| Annette Krier | Felemás korlát   | 16,600   | 55.      |
| Annette Krier | Gerenda          | 15,966   | 59.      |
| Annette Krier | Egyéni összetett | 66,266   | 59.      |

## Úszás
Férfi
| Versenyző | Versenyszám | Előfutam | Előfutam | Előfutam | Döntő   | Döntő    |
| Versenyző | Versenyszám | Idő      | Hely.    | Össz.    | Idő     | Helyezés |
| --------- | ----------- | -------- | -------- | -------- | ------- | -------- |
| René Kohn | 200 m mell  | 2:50,9   | 4.       | 13.      | kiesett | kiesett  |

## Vívás
Férfi
| Versenyző                                                   | Versenyszám       | Csoportkör | Csoportkör | Csoportkör | Csoportkör       | Csoportkör | Csoportkör       | Csoportkör        | Csoportkör | Helyezés    |
| Versenyző                                                   | Versenyszám       | 1. kör | 1. kör     | Negyeddöntő | Negyeddöntő      | Elődöntő | Elődöntő         | Döntő             | Döntő      | Helyezés    |
| Versenyző                                                   | Versenyszám       | Ellenfél Eredmény | Hely.      | Ellenfél Eredmény | Hely.            | Ellenfél Eredmény | Hely.            | Ellenfél Eredmény | Hely.      | Helyezés    |
| ----------------------------------------------------------- | ----------------- | --- | ---------- | --- | ---------------- | --- | ---------------- | ----------------- | ---------- | ----------- |
| Émile Gretsch                                               | Párbajtőr, egyéni | 1. csoport · Ghislain Delaunois (BEL) · 5-3 · Roland Asselin (CAN) · 5-2 · Väinö Korhonen (FIN) · 5-1 · Arnold Csarnusevics (URS) · 1-5 · Sewall Shurtz (USA) · 2-5 · Alfredo Yanguas (COL) · nem vívtak                                                                | 4.         | 1. csoport · Edoardo Mangiarotti (ITA) · 5-3 · Bill Hoskyns (GBR) · 5-3 · Jacques Debeur (BEL) · 5-2 · Richard Pew (USA) · 2-5 · Carl Forssell (SWE) · 2-5 · Rerrich Béla (HUN) · 4-5 · Rájátszás: · Rerrich Béla (HUN) · 5-4 · Carl Forssell (SWE) · 2-5 · Richard Pew (USA) · nem vívtak | 4. Rájátszás: 3. | 2. csoport · Per Carleson (SWE) · 5-4 · Carlo Pavesi (ITA) · 5-3 · Rolf Wiik (FIN) · 5-4 · Sákovics József (HUN) · 5-3 · Richard Pew (USA) · 2-5 · Armand Mouyal (FRA) · 1-5 · Berndt-Otto Rehbinder (SWE) · 2-5 · Rájátszás: · Carlo Pavesi (ITA) · 2-5 · Rolf Wiik (FIN) · 4-5 | 5. Rájátszás: 3. | kiesett           | kiesett    | helyezetlen |
| Fernand Leischen                                            | Párbajtőr, egyéni | 3. csoport · Emilio Echeverry (COL) · 5-1 · Richard Pew (USA) · 3-5 · Per Carleson (SWE) · 5-5 · Roger Achten (BEL) · 4-5 · Richard Stone (AUS) · 4-5 · Santiago Massini (ARG) · nem vívtak                                                                             | 6.         | kiesett | kiesett          | kiesett | kiesett          | kiesett           | kiesett    | helyezetlen |
| Édouard Schmit                                              | Párbajtőr, egyéni | 4. csoport · Carl Forssell (SWE) · 5-2 · Kinmont Hoitsma (USA) · 5-3 · Juozas Ūdras (URS) · 5-4 · Laurence Harding-Smith (AUS) · 5-2 · Luis Jiménez (MEX) · 5-3 · Rolf Wiik (FIN) · 3-5                                                                                 | 1.         | 3. csoport · Ghislain Delaunois (BEL) · 5-1 · Allan Jay (GBR) · 5-4 · Richard Stone (AUS) · 5-4 · Armand Mouyal (FRA) · 3-5 · Giuseppe Delfino (ITA) · 4-5 · Günter Stratmann (EUA) · 2-5                                                                                                  | 4.               | 1. csoport · Ghislain Delaunois (BEL) · 5-5 · René Queyroux (FRA) · 2-5 · Balthazár Lajos (HUN) · 3-5 · Edoardo Mangiarotti (ITA) · 4-5 · Giuseppe Delfino (ITA) · 1-5 · Carl Forssell (SWE) · 5-5 · Sewall Shurtz (USA) · 4-5                                                   | 8.               | kiesett           | kiesett    | helyezetlen |
| Roger Theisen                                               | Kard, egyéni      | 4. csoport · Tibor Nyilas (USA) · nincs adat · Günter Stratmann (EUA) · nincs adat · Emilio Echeverry (COL) · nincs adat · Ralph Cooperman (GBR) · nincs adat · Siha Sukarno (INA) · nincs adat · Összesítés: 2GY-3V (19-20) · Rájátszás: · Ralph Cooperman (GBR) · 1-5 | 5.         | kiesett | kiesett          | kiesett | kiesett          | kiesett           | kiesett    | helyezetlen |
| Émile Gretsch Fernand Leischen Édouard Schmit Roger Theisen | Párbajtőr, csapat | 3. csoport · Belgium (BEL) · 5-11 · Franciaország (FRA) · 6-9 | 3.         | |                  | kiesett | kiesett          | kiesett           | kiesett    | helyezetlen |